# Cyclisme aux Jeux des îles de l'océan Indien 2003
Navigation
1999 2007
Les compétitions de cyclisme aux Jeux des îles de l'océan Indien 2003 se sont déroulées  du 31 août au 7 septembre 2003 à Réduit (Maurice). 

## Calendrier
| Cyclisme | Cyclisme |  |  | 1 |  |  | 1 |  |  |  | 1 |

|  | Jour de compétition |  | Jour de finale | 4 | Nombre de finales |

## Podiums
Trois titres sont disputés à l'occasion de ces jeux.
| Épreuves                     | Or                                                                             | Argent                                                                    | Bronze                                                                   |
| ---------------------------- | ------------------------------------------------------------------------------ | ------------------------------------------------------------------------- | ------------------------------------------------------------------------ |
| Course en ligne              | Armand Henriette Seychelles                                                    | Yannick Lincoln Maurice                                                   | Ludovic Babef La Réunion                                                 |
| Contre-la-montre individuel  | Hedson Mathieu Seychelles                                                      | Yannick Lincoln Maurice                                                   | Brice Payet La Réunion                                                   |
| Contre-la-montre par équipes | Maurice Équipe A Mike Chong Chin Colin Mayer Yannick Lincoln Sébastien Hacques | Maurice Équipe B Gérard Badaou Pascal Ladaub Cédric Passée Philippe Colin | Seychelles Équipe A Andrew Boniface Hedson Mathieu Jim Mélanie Andy Rose |

## Tableau des médailles
| Rang | Nation     | Or | Argent | Bronze | Total |
| ---- | ---------- | -- | ------ | ------ | ----- |
| 1    | Seychelles | 2  | 0      | 1      | 3     |
| 2    | Maurice    | 1  | 3      | 0      | 4     |
| 3    | La Réunion | 0  | 0      | 2      | 2     |